# Stowarzyszenie Filistrów Konwentu Polonia w Warszawie
Stowarzyszenie Filistrów Konwentu Polonia w Warszawie – organizacja zrzeszająca filistrów Korporacji Akademickiej Konwent Polonia założonej w Dorpacie w 1828 r. Stowarzyszenie powstało w 1923 r. w Warszawie, jako kontynuator i następca prawny istniejącego od ok. 1893 r. Towarzystwa byłych Wychowańców Uniwersytetu Dorpackiego.
Po II wojnie światowej, w okresie PRL członkowie Stowarzyszenia przebywający w kraju spotykali się potajemnie. Gromadzono pamiątki po Konwencie i jego członkach. W 1958 zorganizowano obchody 130-lecia Konwentu Polonia. W 1968 z okazji 140-lecia Konwentu członkowie obu organizacji filisterskich ufundowali w kościele św. Marcina w Warszawie tablicę pamiątkową ku czci poległych i pomordowanych członków Konwentu Polonia. W latach 1978 i 1988 z inicjatywy Stowarzyszenia odbyły się kolejne obchody rocznicowe. W 1998 dzięki aktywnemu wsparciu członków Stowarzyszenia doszło do reaktywacji w Gdańsku Konwentu Polonia – najstarszej polskiej korporacji akademickiej. 
Stowarzyszenie istnieje do dzisiaj. Do jego najnowszych inicjatyw należy m.in. opublikowanie wspomnień E. Heinricha "Luźne kartki – ze wspomnień uniwersyteckich. Spisane przez Starego Dorpatczyka" (Warszawa 2003). Od 2001 r., raz w roku ukazują się "Zeszyty Historyczne Stowarzyszenia Filistrów Konwentu Polonia w Warszawie" (pod red. fil. dr. J. Trynkowskiego).
11 listopada 2012 r. powstał Związek Filistrów Konwentu Polonia – nowe stowarzyszenie scalające dotychczasowe organizacje filisterskie: Koło Filistrów Konwentu Polonia (zał. w 1922 r.) i Stowarzyszenie Filistrów Konwentu Polonia w Warszawie. Z tym dniem Stowarzyszenie zostało wcielone do Związku i stało się jego warszawskim oddziałem terenowym. Zgodnie ze statutem zachowało swoją historyczną nazwę.
Prezesami stowarzyszenia byli m.in.:
- Ksawery Watraszewski (1853–1929)
- Władysław Pereświet-Sołtan (1870–1943)
- Zygmunt Augustowski (1915–2008)

Obecnie (2015) prezesem stowarzyszenia jest filister Lech Stejgwiłło-Laudański.